# Кожанчиков, Василий Игоревич
Василий Игоревич Кожанчиков (20 июля 1942 — 21 октября 1975) — советский ботаник, карполог и систематик растений.

## Биография
Родился в Ленинграде 20 июля 1942 года, сын энтомолога Игоря Васильевича Кожанчикова. Окончив школу в 1959 году, поступил на биологический факультет Ленинградского государственного университета. В 1965 году окончил университет по кафедре высших растений. Первая опубликованная статья В. И. Кожанчикова — «Водная флора р. Невы в пределах Ленинграда и его окрестностей» (1964).
В 1968 году поступил в аспирантуру Ботанического института им. В. Л. Комарова, где начал работу под руководством профессора Фатиха Хафизовича Бахтеева. В 1970 году защитил диссертацию кандидата наук по теме «Морфолого-географическое исследование семян представителей Caryophyllaceae Juss. европейской части СССР». В дальнейшем работал в БИНе в звании младшего научного сотрудника.
Подготовил работу «Основные направления эволюции и новая попытка генетической классификации плодов», представленную на Выставке достижений народного хозяйства и удостоенную диплома ВДНХ, но оставшуюся неопубликованной.
В. И. Кожанчиков преподавал в Ленинградском университете, читал курс «основы карпологии».
В 1975 году выступил на XII Международном ботаническом конгрессе в Ленинграде с докладом «Макроморфологическая эволюция растений как отражение процессов Солнечной системы».
21 октября 1975 года трагически погиб.

## Научные публикации
- Кожанчиков В. И. Морфологические признаки семян семейства Caryophyllaceae и возможные пути их эволюции. — Ботанический журнал. — 1967. — Т. 52, № 9. — С. 1277—1286.
- Кожанчиков В. И., Толмачёв А. И., Юрцев Б. А. Род Silene L. // Арктическая флора СССР. — Л. : Наука, 1971. — Вып. 6. — С. 84—101.
- Кожанчиков В. И. Изменчивость морфологических признаков семян семейства Caryophyllaceae Juss.. — Вопросы сравнительной морфологии семенных растений. — Л. : Наука, 1975. — С. 108—128.